# Parque nacional de Northumberland
El Parque nacional de Northumberland es el más septentrional de los parques nacionales de Inglaterra en el Reino Unido. Abarca una superficie de más de 1030 km² entre la frontera escocesa en el norte hasta justo al sur del muro de Adriano. Fue clasificado como "Parque Nacional" en el año 1956. Es uno de  los parques nacionales menos poblados, pues en su interior viven 2200 habitantes, siendo las principales localidades Haltwhistle, Bellingham, Rothbury y Wooler. Es también uno de los menos visitados. Queda enteramente dentro de Northumberland cubriendo extendiéndose a alrededor de un cuarto del condado.
El parque tiene diferentes zonas. En el norte están los Cheviot, una cadena de montañas que marcan la frontera entre Inglaterra y Escocia. Más al sur, las colinas dan paso a zonas de páramo ondulado, parte del cual ha sido cubierto por plantaciones forestales para formar el bosque de Kielder. La parte más al sur del parque abarca la sección central del muro de Adriano. Junto al muro se ubicaba el emblemático árbol de Robin Hood, un arce sicómoro de unos 300 años de antigüedad que había aparecido en varias películas y fue talado, en acto de vandalismo, el 28 de septiembre de 2023.
Los 10 000 años de historia de la región se exploran a través de muchos yacimientos arqueológicos, que van desde monumentos prehistóricos y restos romanos a las torres de Pele, construidas como defensa contra los Border Reivers. En total, hay monumentos planificados entre ellos un lugar patrimonio de la Humanidad (el muro de Adriano). Su punto más elevado es el Cheviot con 815 m s. n. m.
El símbolo oficial del parque es el zarapito real.